# Castelnaud-la-Chapelle
Castelnaud-la-Chapelle (em occitano Castelnòu ou Castèlnau e La Capèla) é uma comuna francesa na região administrativa da Nova Aquitânia, no departamento Dordonha. Estende-se por uma área de 20,4 km². Em 2010 a comuna tinha 459 habitantes (densidade: 22,5 hab./km²).
Pertence à rede das As mais belas aldeias de França.